# Dryas luteus
Dryas luteus är en fjärilsart som beskrevs av Johann August Ephraim Goeze 1779. Dryas luteus ingår i släktet Dryas och familjen praktfjärilar. Inga underarter finns listade i Catalogue of Life.